# Jacob Eugene Nyenhuis
Jacob Eugene „Jack“ Nyenhuis (* 25. März 1935 in Pease, Mille Lacs County) ist ein US-amerikanischer Klassischer Philologe.

## Leben
Er erwarb den Bachelor of Arts in Griechisch am Calvin College 1956, den Master of Arts in Classics an der Stanford University 1961 und den Doctor of Philosophy in Classics an der Stanford University 1963. Er lehrte von 1962 bis 1975 als Assistant Professor und später Professor für Classics an der Wayne State University. Er hatte Gastprofessuren an der University of California, Santa Barbara, der Ohio State University und der American School of Classical Studies at Athens inne.
Von 1975 bis zu seinem Ruhestand 2001 war Nyenhuis Professor für Classics am Hope College in Holland, Michigan. Dort wirkte er von 1975 bis 1978 als Dean for Humanities und anschließend bis 1984 als Dean for Arts and Humanities. Von 1984 bis 2001 war er Provost des Hope College. Nach seiner Emeritierung leitete er von 2002 bis 2015 das zum Hope College gehörende Van Raalte Institute, ein Forschungsinstitut mit Schwerpunkt auf niederländisch-amerikanischer Geschichte. Er ist Chefredakteur der von ihm 2007 gegründeten Van Raalte Press.
Nyenhuis ist Autor bzw. Herausgeber von 12 Büchern. Hervorzuheben sind dabei seine Schrift über den Mythos von Daidalos (2002) sowie das erfolgreiche Latein-Lehrbuch Latin Via Ovid: A First Course (Erstausgabe 1977), das er zusammen mit Norma Goldman verfasste. Er engagiert sich in verschiedenen Organisationen, die sich mit niederländischer Herkunft und Kultur in den USA beschäftigen.

## Schriften (Auswahl)
- Homer and Euripides. A study in characterization. Stanford 1964, OCLC 1069360145.
- Myth and the creative process. Michael Ayrton and the myth of Daedalus, the maze maker. Detroit 2003, ISBN 0-8143-3002-9.